# بدر بلال
بدر بلال (انگلیسی: Badr Bilal؛ زادهٔ ۴ نوامبر ۱۹۶۲) یک بازیکن فوتبال اهل قطر است.

## باشگاهی
از باشگاه‌هایی که در آن بازی کرده‌است می‌توان به السد اشاره کرد.

## تیم ملی
وی همچنین در تیم‌های ملی فوتبال Qatar U–20 قطر بازی کرده است.